# Hørespil
 Denne artikel omhandler overvejende eller alene danske forhold. Hjælp gerne med at gøre artiklen mere almen.
Hørespil (også kendt som lyddrama eller radioteater) er en dramatisk opførelse, eksempelvis et skuespil, som almindeligvis er skrevet for radio eller for afspilning på båndoptager eller lignende.
Der kan være indtil flere personer i et hørespil, som med deres tonefald udtrykker deres nuværende situation (glæde, ophidselse, depression, træthed osv.)
Der er ofte indlagt en akustisk baggrund (fly der letter, tog der passerer, skud etc.).

## Hørespil i vore nabolande
Hørespil bliver i Danmark produceret og sendt på DR. I Danmark bliver det kaldt Radiodrama. Radiodrama sender pt på P1, stream og podcast. I Danmark bliver der primært produceret ny dansk dramatik.
Hørespil har stor udbredelse i vore nabolande. På Sveriges Radio (SR) P2 lørdag og søndag (Riksradion) med nyproduktioner og genudsendelser af klassikere. Det tyske NDR kultur (NDR P3), som kan modtages af Yousee i Københavsnområdet, i Sønderjylland og flere andre steder i Danmark sendes ugentlige Hörspiele i genudsendelser og nyproduktioner, ofte i udveksling med de andre radiostationer.  I Tyskland er public service radio siden 1945 decentraliseret, til NDR, RBB (Berlin), WDR (i Køln), SWF (Baden-Baden), BRF (i München), etc. Samtlige tyske kulturradiokanaler kan opfanges på parabol. De kan også aflyttes på radiostationernes hjemmeside; Også NRK (Norsk Rikskringcasting, Oslo), og BBC (London), samt de fleste andre kulturlande i den vastlige sender radioteater (hørespil, radiodrama), i afsluttede spil af kunstnerisk og ikke nødvendigvis med kriminalmæssigt eller med pædagogisk præg.

## Radioteatret (nu Radio Drama) i Dr's regi
I 2002 besluttede DR's ledelse i samarbejde med daværende konservative kulturminister Brian Mikkelsen at gøre P1, hvor Radioteatret sammen med Teatermagasinet hørte hjemme mandag aften, til en rent journalistisk kanal, hvorpå kulturstoffet blev flyttet til den mindre aflyttede P2, hvorpå seertallet til Radioteatret, som nu var omdøbt Radio Drama, faldt drastisk.
Men i 2007 besluttede DR at nedlægge de såkaldte enkeltspil og satse på serier af 30 timers varighed, og lyttertallene begyndte igen at stige helt op mod 100.000 ugentlige lyttere. Fra 2008 blev det også muligt at høre Radio Drama som podcast.
I 2011 flyttede Radio Drama tilbage til P1 i takt med, at DR mistede en FM-kanal. Flere danske dagblade har skrevet, at hørespillene har fået en renæssance.